# Highlands Highway

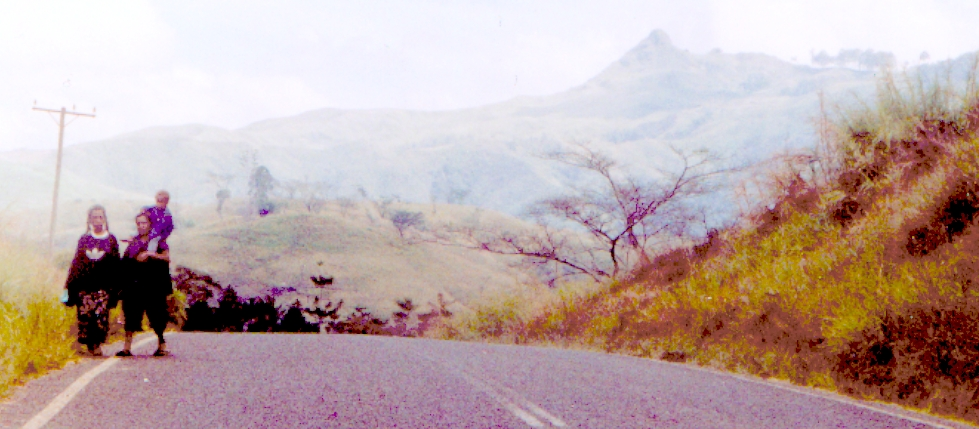
La route dans la province des Eastern Highlands

La Highlands Highway (« route des hautes terres ») aussi connue sous le nom de Okuk Highway, est l'axe routier principal de la Papouasie-Nouvelle-Guinée,  pays dont le réseau routier est lâche et très parcellaire. Cette route  relie les régions des hautes terres densément peuplées à la côte et connecte entre elles différentes localités d'importance.
Sur la majeure partie de son parcours la route consiste uniquement en une chaussée à deux voies parsemée de nids de poule et de plaques boueuses. Elle est connue, particulièrement dans les hautes terres, pour être le théâtre de nombreuses attaques à main armée opérées par les bandits de grand chemin locaux appelés rascals (en tok pisin raskols).

## Description

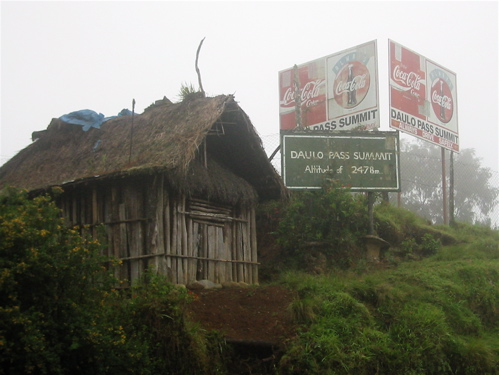
signe marquant le passage du col de Daulo à 2478 mètres d'altitude

La route commence à Lae, seconde ville du pays et port important puis s'engage dans la vallée Markham et traverse la province de Morobe. Un embranchement prend alors par la vallée Ramu dans la province de Madang et s'achève sur la côte à Madang le chef lieu de la province éponyme.
L'autre embranchement qui mène aux hautes terres remonte la vallée Markham jusqu'au col de Kassam situé à environ 1500 m d'altitude et entre dans la province des Eastern Highlands. Elle s'enfonce ensuite dans l'est passant par les villes de Kainantu et Henganofi et rejoignant Goroka, la capitale provinciale. La route prend ensuite de l'altitude, passant la col de Daulo à 2478m entrant dans la province de Simbu, rejoignant sa capitale, Kundiawa.
L'artère atteint ensuite la vallée de Waghi qui marque l'entrée dans la province des Hautes-Terres occidentales et continue jusqu'à son chef-lieu, Mount Hagen. Au niveau du village de Togopa elle se divise en deux branches. L'une prend par le sud et rejoint la province des Hautes-Terres méridionales desservant sa capitale Mendi puis la localité de Tari. L'autre branche rejoint la province de Enga et sa capitale Wabag et se termine dans la ville minière de Porgera.

## Travaux
En 2006, la route a été refaite grâce aux subsides du programme d'aide gouvernemental australien AusAid. Plusieurs programmes d'aides japonais et taïwanais ont permis la restauration ou le remplacement de plusieurs ponts. La mine d'or de Porgera (PJV) est un utilisateur majeur de cette voie de communication qui lui sert à assurer son approvisionnement en matériel depuis le port de Lae et, dépense en conséquence des sommes d'argent considérables afin de la maintenir en état, surtout sur la section comprise entre Mt Hagen et Porgera.